# Credé/Düwag 6EGTW
Credé/Düwag 6EGTW je typ tramvaje vyráběné v letech 1966–1967 a 1971 podniky Credé a Wegmann s použitím hotových dílů ze závodu Düwag v německém Düsseldorfu. Tento typ byl dodán výhradně provozovateli kasselské tramvajové sítě v počtu 16 kusů.

## Konstrukce

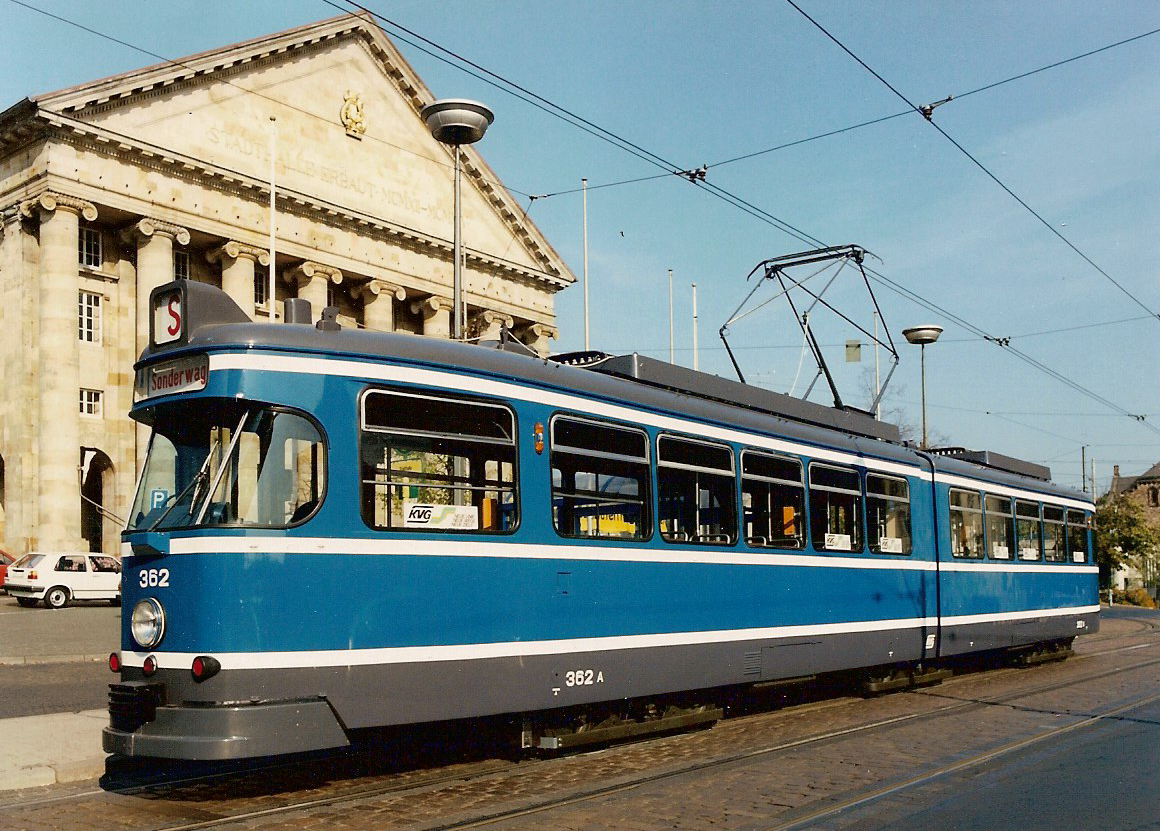
6EGTW č. 362 v Kasselu

6EGTW jsou jednosměrné šestinápravové vysokopodlažní motorové tramvajové vozy. Vozová skříň tramvaje se skládá ze dvou článků, každý z nich je usazen na vlastním krajním podvozku a společném podvozku středním, kde se nachází i kloubový mechanismus spojující obě části karoserie. Zatímco oba krajní podvozky byly vybaveny trakčním motorem, z nichž každý poháněl dvě nápravy (celkem tedy čtyři hnací nápravy), střední podvozek je běžný (bezmotorový). Na pravé straně karoserie se nachází čtvery čtyřkřídlé skládací dveře pro cestující. Horní část oken je otevíratelná, výklopná. Elektrický proud je odebírán z trolejového vedení pantografem na předním článku.

## Provoz
V letech 1995–1996 pořídil polský dopravní podnik MZK Gorzów Wielkopolski 5 ojetých kasselských vozů 6EGTW vyrobených podnikem Credé. Tramvaje obdržely č. 221–224, přičemž pátý vůz nikdy nebyl v provozu s cestujícími. Další dodávky tramvají 6EGTW proběhly v letech 2003–2004, tentokrát jednalo se o 7 vozů 6EGTW vyráběných firmou Wegmann. Vozy byly označeny čísly 261–266 a 272. V roce 2004 přibyla do Gorzówa poslední tramvaj typu 6EGTW (ev. č. 271). V roce 2020 bylo ve stavu MZK 5 vozů 6EGTW.

## Dodávky tramvají
| Současný stát | Město  | Článek | Typ   | Roky dodávek | Počet vozů | Evidenční čísla | Zdroj |
| ------------- | ------ | ------ | ----- | ------------ | ---------- | --------------- | ----- |
| Německo       | Kassel | článek | 6EGTW | 1966–1971    | 16         |                 | [ 1 ] |